# Universidade Popular de Ensino (Livre)
A Universidade Popular de Ensino Livre, ou somente Universidade Popular de Ensino, ou UPEL, foi uma universidade nômade do Rio de Janeiro fundada em março de 1904 pelos médicos Fábio Luz e Martins Fontes, juntamente com o historiador Rocha Pombo, se não com outros também. Supõe-se que Pedro Couto, Manuel Bonfim e Sílvio Romero tenham participado. Foi a primeira do tipo na América Latina.
Foi uma iniciativa das mais audaciosas dos anarquistas. Seu ideal seria se tornar um centro de lazer e cultura, além da ministragem de ensino superior. Não pôde continuar suas atividades por ação das autoridades do Estado, sendo fechada por estes em outubro do mesmo ano.
Diferente dos Centros de Estudos, não foi criada exclusivamente pelos grupos operários: participaram militantes socialistas e literatos e intelectuais libertários.

## Objetivo
Fundar um ensino superior metódico para o povo, organizar conferências, periódicas sobre todos os assuntos suscetíveis de interessar aos trabalhadores, fundar um museu social e uma biblioteca, realizar representações de arte social, saraus musicais, festas literárias, excursões científicas, artísticas e expansivas, publicar um boletim que seja o órgão da associação, estabelecer, enfim, um centro popular tendo por fim às vezes o prazer e a instrução – a união moral entre os cooperadores.— Rocha de Miranda, na fundação
 revista Kultur

## Disciplinas[15]
- Psicologia: Silvio Romero;
- Biologia: Tacito Cardoso;
- História das Literaturas: José Veríssimo;
- História das Civilizações: Rocha Pombo;
- História das Religiões: Erico Coelho;
- História das Belas Artes: Araujo Viana;
- História da Civilização Brasileira: Felisbelo Freire;
- Filosofia: Pedro Couto;
- Economia Social: Manuel Curvello;
- Higiene: Fábio Luz;
- História Natural: A. Austregesilo; Moral, Silva Marques;
- Direito Público e Constitucional: Carvalho e Behring;
- Direito Internacional: Borges Carneiro;
- Direito Civil: Laudelino Freire;
- Antropologia: Vicente de Sousa;
- Sociologia: Elysio de Carvalho;
- Matemática: Joel d'Oliveira;
- Física: Alfredo Soares;
- Química: Reis e Carvalho;
- Astronomia: Ovídeo Manuya;
- Geografia: Pereira da Silva;
- Arte Decorativa: Elyseu Visconti;
- Outros.[16]